# Calacalles theryi
Calacalles theryi é uma espécie de insetos coleópteros polífagos pertencente à família Curculionidae.
A autoridade científica da espécie é Peyerimhoff, tendo sido descrita no ano de 1926.
Trata-se de uma espécie presente no território português.